# Жан-Лик Годар
Жан-Лик Годар (фр. Jean-Luc Godard; 3. децембра 1930 — Рол, 13. септембар 2022) био је француско-швајцарски филмски режисер, сценариста и филмски критичар. Један од зачетника и најзначајнијих представника Француског Новог таласа и једна од најутицајнијих личности данашњег светског филма. Милитантни интелектуалац, идеолошки опредељени уметник, својим филмовима често супротстављен холивудским конвенцијама. Као и његови савременици Новог таласа, Годар је критиковао редовну "традицију квалитета" Француске кинематографије, више наглашавајући вештину у иновацијама и преферирајући велика дела из прошлости за експериментисање. Да оспоре ову традицију, он и истомишљени критичари су почели да праве своје филмове. Многи од Годарових филмова оспоравају конвенције традиционалног Холивуда као додатак француске кинематографије.
Он се често сматра најрадикалнијим француским режисером из 1960-их и 1970-их. Неколико његових филмова изражавају своје политичке ставове. Његови филмови изражавају своје знање историје филма преко својих референци на старијим филмовима. Поред тога, Годарови филмови често наводе егзистенцијализам, као што је и сам страствени читалац егзистенцијалне и марксистичке филозофије.
Његов радикални приступ у филмским конвенцијама, политици и филозофији, чине га утицајним филмским ствараоцем у свету седме уметности.
Годарови филмови су инспирисали различите редитеље као што су Мартин Скорсезе, Квентин Тарантино, Стивен Содерберг, Д. А. Пенбејкер, Роберт Алтман, Џим Џармуш, Вонг Кар-Ваи, Вим Вендерс, Бернардо Бертолучи и Пјер Паоло Пазолини.

## Детињство и младост
Годар је рођен 3. децембра 1930. године у Паризу у добростојећој породици швајцарског психијатра Пола Годара и Францускиње Одиле Моно, ћерке банкара. Годар је похађао добре школе у Швајцарској, а 1949. године уписао се на студије антропологије на Сорбони, али наставу никада није похађао. Убрзо се прикључио групи младих филмских критичара у кино-клубу који су покренули Нови талас. За Годара и читаву генерацију којој припадају и Франсоа Трифо, Клод Шаброл, Жак Ривет и други, филм је био једна од најзначајнијих појава у уметности, филм је био све, око филма се све окретало. Тако и Годар, више него на факултету, време проводи у Кинотеци и у кино-клубу у Латинском кварту, а почетком педесетих, са овом групом младих љубитеља филма и редитеља, покреће часопис "Филмска газета", а у њему пише критике и краће текстове под псеудонимом Ханс Лукас. Тих година повремено и глуми, у филмовима својих колега, а неке и финансијски помаже. Већ 1952. почиње да пише и критике за касније чувени филмски часопис "Свеске о филмовима" (франц. Cahiers du Cinéma), у коме се истиче својим критикама о холивудским редитељима.

## Рано снимање филмова
Пошто је напустио Париз у јесен 1952, Годар се вратио у Швајцарску и отишао да живи са мајком у Лозани. Спријатељивши се са љубавником своје мајке Жан-Пјер Лобшером, који је био радник на брани, обезбедио је себи посао грађевинског радника. Видео је могућност прављења документарног филма о брани, а када је његов иницијални уговор био завршен, да био продужио своје место на брани, преселио се на место телефонског оператера у централи. Док је био на дужности у априлу 1954. Жан-Пјер му је јавио да је његова мајка погинула у несрећи са скутером.
Захваљујући швајцарским пријатељима који су му позајмили 35 mm филмску камеру, он се нашао у могућности за снимање филма. Тада прави свој први кратки филм под називом "Операција бетон", који је послужио за пропагандне сврхе компанији која администрира браном.
Како је наставио да ради за "Каје ди синема", снимио је Une femme coquette (1955), кратки 10-минутни филм и у јануару 1956. се вратио у Париз. План за филм на основу "Изборних афинитета" од Гетеа се показао превише амбициозан и није спроведен.

## Филмографија
- 1960 До последњег даха[4]
- 1961 Жена је жена[5]
- 1962 Живети свој живот[6]
- 1963 Мали војник[7]
- 1963 Карабињери[8]
- 1963 Презир[9]
- 1964 Необична банда[6]
- 1964 Удата жена[10]
- 1965 Алфавил[6]
- 1965 Луди Пјеро[6]
- 1966 Мушки род, женски род[6]
- 1966 Made in U.S.A.[11]
- 1967 Two or Three Things I Know About Her[12]
- 1967 La Chinoise[6]
- 1967 Week-end[6]
- 1968 A Film Like Any Other[13]
- 1968 One Plus One (Sympathy for the Devil)[13]
- 1969 Joy of Learning[14]
- 1969 British Sounds[13]
- 1970 Wind from the East[15]
- 1971 Struggle in Italy[16]
- 1971 Vladimir et Rosa[17]
- 1972 Tout va bien[18]
- 1972 Letter to Jane[18]
- 1975 Number Two[6]
- 1976 Here and Elsewhere[19]
- 1976/1978 How's It Going?[20]
- 1980 Every Man for Himself[21]
- 1982 Passion[22]
- 1983 First Name: Carmen[6]
- 1985 Hail Mary[23]
- 1985 Detective[23]
- 1987 King Lear[24]
- 1987 Keep Your Right Up[25]
- 1990 New Wave[26]
- 1991 Germany Year 90 Nine Zero[27]
- 1993 The Kids Play Russian[28]
- 1993 Oh Woe Is Me[29]
- 1994 JLG/JLG – Self-Portrait in December[30]
- 1996 For Ever Mozart[31]
- 2001 In Praise of Love[32]
- 2004 Notre musique[33]
- 2010 Film Socialisme[6]
- 2014 Goodbye to Language[6]
- 2018 The Image Book[34][35]